# ジェームス・ロッホラン
ジェームズ・ロッホラン（James Loughran CBE, 1931年6月30日 - 2024年6月19日）は、イギリス・スコットランドの指揮者。

## 経歴
グラスゴーに生まれ、学生時代は法律と経済を専攻したが、並行して指揮法も習得したという。1958年ボンの歌劇場でコレペティトール（練習指揮者）として雇われたのを皮切りに、アムステルダムやミラノの歌劇場で下積み時代を送った。
1961年にフィルハーモニア管弦楽団主催の指揮者コンクールで優勝を果たし、ボーンマス交響楽団の准指揮者になった。1964年に英国オペラグループの音楽監督としてコヴェント・ガーデンにヴェルディの『アイーダ』でデビューする。1965年からはBBCスコティッシュ交響楽団の首席指揮者に就任する。1970年、急逝したジョン・バルビローリの後継で1971年より1983年までハレ管弦楽団の首席指揮者として世界各地で公演を実施、その後1991年まで桂冠指揮者を務めた。1979年から1983年まではバンベルク交響楽団（英国人として初のシェフ）の首席指揮者も務めたほか、1996年から2003年までデンマークのオーフス交響楽団の首席指揮者を歴任し、任期期間中には得意のベートーヴェン交響曲全曲チクルスなどを実現させた。また、BBCウェールズ交響楽団の首席客演指揮者も務めた。
スコットランドおよび北欧での活動が主であるが、1972年にニューヨーク・フィルハーモニックを指揮しアメリカデビューするなど、世界各地のオーケストラに客演している。現在はエディンバラ・ユース・オーケストラ総裁を務めるなど、地元スコットランドで後進の指導に当たっている。
ロンドン・フィルハーモニー管弦楽団、スコットランド室内管弦楽団を率いて来日しているほか、1980年以来、定期的に日本フィルハーモニー交響楽団に客演し現在は名誉指揮者の称号を贈られているなど、日本においても馴染みある指揮者の一人でもある。
晩年は認知症を患っており、2024年6月19日にベアーズデンのハウスケアホームで死去した。92歳没。